# Clathrina laxa
Clathrina laxa är en svampdjursart som först beskrevs av James Barrie Kirkpatrick 1895.  Clathrina laxa ingår i släktet Clathrina och familjen Clathrinidae. Inga underarter finns listade i Catalogue of Life.